# Ебла
35°47′53″ пн. ш. 36°47′55″ сх. д. / 35.798056° пн. ш. 36.798611° сх. д.

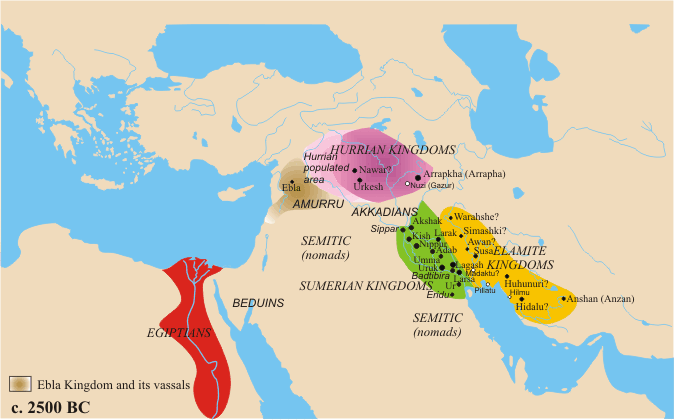
Родючий Півмісяць в середині ІІІ тисячоліття до нашої ери. Ебла це бурувата пляма в центрі.

Ебла (Ібла) (сучасний Тель-Мардіх) — стародавнє місто на північному заході Сирії, що існувало в ІІІ—І тисячоліттях до нашої ери. Згадується в месопотамських джерелах ХХІІІ-XXI та XVIII—XVII століть до нашої ери, а також в єгипетських XV століття до нашої ери як важливий політичний та економічний центр. Царі Ебли мали широкі економічні, політичні, військові й суспільні зв'язки з Аккадом, Ашшуром, Марі та іншими центрами цивілізації Межиріччя. Місто кілька разів руйнувалося та відновлювалося.

## Археологія

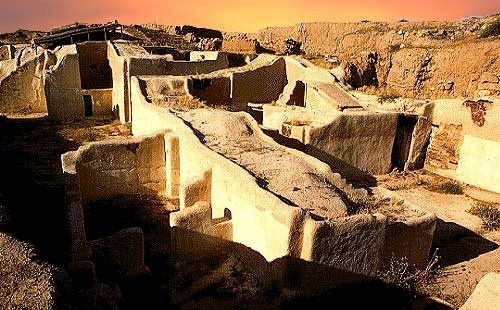
Королівський палац в Еблі, сучасний стан

В 60-ті — на початку 70-их років XX століття італійські археологи встановили, що Тель-Мардіх, за 90 кілометрів на південь від Халебу це руїни вже відомої зі згадок в стародавніх документах Ебли. Першим відомим царем Ебли (Перше царство) був Сакуме, що панував у XXXII ст. до н.е. Більш відомостей про царя Сагісу. У XXVI ст. до н.е. починаються війни з Марі. З часів царя Кун-Даму Ебла переходить у наступ. У XXIV — першій половині ХХІІІ століть місто було столицею досить великої держави.  
Близько 2250 до нашої ери місто було знищене за наказом аккадського царя Нарам-Суена який назвав себе на одному з надписів «завойовником Ібли». У 2200 році до н.е. держава відроджується. Тут постає Ханаанська династія. Це період відомий як Друге царство. Втім Ебла вже не мала такої потуги, оскільки утворився новий політичний і торгівельний центр в Халапі. Близько 2000/1950 року до н.е. Еблу було захоплено племенами хурритів. Про царів Ебли часів Другого царство обмаль відомостей, лише знано про малікума Іббіт-Ліма. Третє відродження відбулося до 1800 року до н.е. На той час стає невеликою містом-державою незважаючи на зусилля малікума Іммея. У XVIII ст. до н.е. стає залежною від Ямхаду. Близько 1600 року до н.е. сплюндровано хетським царем Мурсілі I, малікума Інділіма було страчено. Після занепаду Хетської держави стає васалом Мукіша, а згодом Ассирії, Вавилону. З VI ст. до н.е. перетворилося на невеличке поселення.Остаточно залишено людьми у VII ст. н.е. під час вторгнення арабів до Візантійської Сирії.
Внаслідок розкопок які почалися в 1964 і продовжених наприкінці 90-х років XX століття було знайдено кілька храмів та палаців цього періоду. В одному з них, певно царській резиденції, було знайдено близько двох тисяч добре збережених, понад п'ять тисяч великих фрагментів і поднад десять тисяч дрібних уламків глиняних табличок. До зруйнування міста вони складали унікальний за розмірами та давниною добре упорядкований архів, документи в якому лежали на дерев'яних полицях  в кількох кімнатах. 
Знайдені в Еблі документи написані клинописом в його шумерському варіанті. Мова цих документів була семітською — одні дослідники вважають її староханаанською, інші спорідненою зі староаккадською чи навіть одним з її діалектів. Внаслідок багатозначності клинопису та недостатньої вивченості мови Ебли багато які з табличок дуже важко прочитати. Часто одну й ту саму табличку різні дослідники інтерпретують зовсім по різному. Близько 80% документів є економічно-адміністративними документами пов'язаними з землеробством, тваринництвом, текстильним виробництвом, купівлею та продажем дорогоцінних металів та лісу, сплатою податків, жертвоприношеннями, постачанням харчів до царського двору тощо. Є також деякі міжнародні договори, найважливішим з яких є договір між Еблою й Ашшуром, що стосується умов торгівлі. Помітне місце займають царські укази, послання, дипломатичне листування, а також лексичні тексти — списки слів, майже виключно іменників, згрупованих за кількома критеріями (топоніми, імена, назви професій, звірів, риб, птахів, найуживаніші терміни), переліки ієрогліфів, таблиці граматичних форм, шумеро-еблайські словники тощо. Літературних творів дуже мало і серед них переважно закляття і гімни.

У релігійно-міфологічних текстах, знайдених в 1974 - 1975 роках, згадуються близько п'ятисот імен різних божеств, що говорить про синкретизм шумерських, аккадських і західно-семітських божеств. Головним богом Ебли, ймовірно, був Даган, який виступав під іменами «Дагана Туттальського», «Дагана Сивадського» і «Дагана Ханаанського». Поява слова «Ханаан» ясно підтверджує давнє походження цієї назви, а також підтверджує правильність гіпотези, згідно з якою етнічне позначення «ханааняни» набагато старіше, ніж зазвичай вважалося.

## Історія

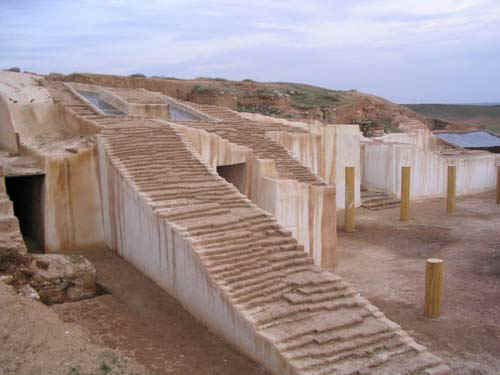
Зикурат в Еблі

Перші знахідки через помилкове прочитання створили враження, що Ебла була дуже великою як на свій час державою, яка охоплювала увесь Ханаан, Сирію та частину Межиріччя, але пізніше з'ясувалося, що її розміри були значно менші. Наприклад повідомлення, про те, що цар Марі присилав золото та срібло раніше сприймалися як сплата данини і свідчення його підпорядкування владиці Ебли. Однак зараз відомо, що золото і срібло слав і цар Ебли в Марі — це була не данина. а дипломатичний обмін подарунками. Реальні розміри держави в часи розквіту становили 180-200 кілометрів з кінця в кінець. Тобто Ебла була великим місто-державою на зразок тих, що існували в тодішньому Шумері. 
Ебла була централізованою державою на чолі якої стояв малікум - цар-жрець. Він правив не сам, поруч з ним згадуються двоє-троє впливових радників. Схожа схема управління існувала у той час і в Марі, Лагаші та багатьох інших державах регіону. Все господарство було державним. Всю продукцію начальники окремих «хуторів» здавали на царські (державні склади) — скотарі які присилали з окремих "хуторів" паную худобу, шерсть, шкіру і молочні продукти. «Хутори» об'єднувалися в «квартали». За свою роботу люди отримували пайок. Окремі володіння чи точніше право отримувати податки з них видавалися на певний термін різним вельможам як винагорода та утримання. Царський палац був місцем загальних зборів і торгів.

## Біблійні сенсації
Внаслідок тенденційного та філологічно погано обґрунтованого прочитання низки документів у 70-х — на початку 90-х років XX століття деякі дослідники вважали, що в табличках з Ебли згадуються біблійні герої — Авраам, Ізраїль, Ісав та населені пункти Ханаану — Єрусалим, Хацор, Содом. Однак насправді в текстах згадують лише схожі семітські імена. Нині вважається достовірним лише прочитання імен низки богів відомих із Біблії — Баала, Маліка, Дагана, Сіпіш (певно месопотамський Шамаш), Каміш (Хамос), Аштат.